# Wilhelm Mansfeld (Jurist, 1831)

Wilhelm Mansfeld (1831–1899), Fotografie

Wilhelm Mansfeld (* 7. Mai 1831 in Wolfenbüttel; † 26. August 1899 in Braunschweig) war ein deutscher Richter und in den letzten sieben Jahren seines Lebens Präsident des Oberlandesgerichts Braunschweig.

## Leben
Wilhelm Mansfeld entstammte der alten Braunschweiger Juristenfamilie Mansfeld. Sein Vater Philipp Mansfeld war Obergerichtsrat in Wolfenbüttel. Nachdem er 1826 vom jüdischen zum evangelischen Glauben übergetreten war, wurde er dort auch Notar. Wilhelm Mansfeld studierte ab 1850 an der Georg-August-Universität Rechtswissenschaft. 1854 wurde er mit Günther Jansen im Corps Teutonia Göttingen recipiert. Als Inaktiver wechselte er an die Ruprecht-Karls-Universität Heidelberg. Er wurde am 1. April 1863 Kreisgerichtssekretär und erhielt kurz darauf den Titel Assessor. 1865 wurde er stimmführendes Mitglied im Kollegium des Kreisgerichts Wolfenbüttel. 1867 wurde er Obergerichtssekretär, 1869 Staatsanwalt. 1874 wurde er dann Obergerichtsrat am Oberappellationsgericht Wolfenbüttel.
1877 eröffnete ihm der damalige Braunschweiger Justizminister Trieps, dass Mansfeld von seinen Aufgaben am Obergericht entbunden werden solle, um mit der Ausarbeitung von Entwürfen zu verschiedenen Landesgesetzen beauftragt zu werden, die im Zusammenhang mit der durch die Reichsgesetzgebung veranlassten Neuorganisation der Justiz standen. Etwa 2 ½ Jahre lang widmete sich Mansfeld dieser Aufgabe, die insbesondere das Grundbuch- und Prozessrecht betrafen. In diesem Rahmen erschienen auch einige Veröffentlichungen und Kommentierungen zu Braunschweiger Gesetzen.
Anschließend übernahm er auch eine Führungsrolle innerhalb der Neuorganisation des Braunschweiger Justizwesens: Er wurde der erste Präsident des Landgerichts Braunschweig. Nach dem Tode des damaligen Präsidenten des Oberlandesgerichts, Albert Schmid, trat er 1892 dessen Nachfolge an. Aus gesundheitlichen Gründen, die seiner jahrelangen Überarbeitung geschuldet waren, ließ er sich aber schon nach kurzer Amtszeit 1898 pensionieren und starb kurz darauf am 26. August 1899.
Wilhelm Mansfeld erfreute sich wegen seiner hervorragenden juristischen Kenntnisse höchster Wertschätzung in der Braunschweiger Justiz. Angeblich war er nie Opfer antisemitischer Angriffe. Mansfeld Söhne Richard Mansfeld und Wilhelm Mansfeld wurden ebenfalls erfolgreiche Richter. Richard wurde Reichsgerichtsrat am Reichsgericht in Leipzig, Wilhelm Mansfeld der Jüngere war von 1945 bis 1948 ebenfalls Präsident des Oberlandesgerichts Braunschweig.

## Veröffentlichungen
- Die Grundbuchgesetze des Herzogthums Braunschweig. Mit den Regierungsmotiven und einzelnen Anmerkungen herausgegeben. Vieweg, Braunschweig 1878; 2. Aufl. 1889, OCLC 837016379.
- Die Forst-, Jagd- und Fischerei-Strafgesetze des Herzogtums Braunschweig. Mit Erläuterungen herausgegeben. Vieweg, Braunschweig 1879, OCLC 258519697.
- Die Braunschweigischen Ausführungsgesetze zu den Reichs-Justizgesetzen. Mit den Regierungsmotiven und einzelnen Erläuterungen. Vieweg, Braunschweig 1880, OCLC 16352449.